# براد مورو
براد مورو (بالإنجليزية: Brad Morrow)‏ هو ممثل أمريكي، ولد في 12 مايو 1942، وتوفي في 7 نوفمبر 1997 بسبب سرطان.

## وصلات خارجية
- براد مورو على موقع IMDb (الإنجليزية)
- براد مورو على موقع قاعدة بيانات الفيلم (الإنجليزية)